# Eesti Rahvusringhääling

Das Logo des Senders

Eesti Rahvusringhääling (ERR; deutsch: Estnischer Rundfunk) ist die öffentlich-rechtliche Rundfunkanstalt von Estland. Sie wurde am 1. Juni 2007 gegründet und löst die beiden früheren Anstalten Eesti Raadio und Eesti Televisioon ab. Die rechtliche Grundlage, das estnische nationale Rundfunkgesetz, wurde vom estnischen Parlament (Riigikogu) am 18. Januar 2007 verabschiedet.

## Geschichte
Die Geschichte des Hörfunks in Estland begann im Herbst 1921 mit der Verbreitung der ersten Empfangsgeräte. Nach zahlreichen Testläufen und der Gründung von Radioclubs und -gesellschaften, wurde sechs Jahre später, am 18. Dezember 1926 der regelmäßige Rundfunkbetrieb aufgenommen. Einer der Rundfunkpioniere war Felix Moor, der für seine Verdienste um den Hörfunk 2001 auf einer estnischen Briefmarke verewigt wurde. Im Februar 1928 wurde das erste Hörspiel gesendet.
Am 1. Juni 1932 wurde Eesti Raadio Mitglied der Internationalen Rundfunkunion (IBU), einem Vorläufer der Europäischen Rundfunkunion (EBU).
Die gesetzlichen Grundlagen für den Betrieb von Eesti Raadio und dem öffentlich-rechtlichen Fernsehsender Eesti Televisioon sind im Rundfunkgesetz vom 19. Mai 1994 verankert. Die Sender haben unter anderem den Auftrag, die estnische Kultur zu fördern, die Informationsbedürfnisse aller Bevölkerungsschichten mit Nachrichten zu befriedigen, Ereignisse des öffentlichen und kulturellen Lebens dauerhaft zu archivieren und die staatliche Einheit zu stärken. Die Sender werden von einem neunköpfigen Rundfunkrat überwacht, dessen Mitglieder vom Parlament ernannt werden.

## Sender
Im Fernsehen betreibt ERR drei nationale Programme:
- ETV (allgemeiner Programminhalt)
- ETV2 (Programm mit Kinder- und Kultursendungen, Filmen und Dramaserien)
- ETV+ (russischsprachiges Fernsehprogramm für die russische Minderheit)

Im Hörfunk betreibt ERR fünf nationale Programme:
- Vikerraadio (umfassendes Programm)
- Raadio 2 (ein Programm, das sich auf Pop- und Underground-Musik spezialisiert hat und vor allem auf Hörer im Alter von 15–29 Jahren zielt)
- Klassikaraadio (klassische Musik, Volksmusik, Jazz und Kultursendungen)
- Raadio 4 (Programm für sprachliche Minderheiten, insbesondere die russischsprachige Gemeinschaft Estlands)
- Raadio Tallinn (Nachrichten und Informationen für ausländische Zuhörer, darunter auch Elemente von ERR Uudiseed, BBC und RFI)